# Verdrag van Constantinopel (1832)

Kaart met het oorspronkelijke Koninkrijk Griekenland zoals vastgelegd in het verdrag, in het donkerblauw

Het Verdrag van Constantinopel was een verdrag op 21 juli 1832 tussen de grootmachten (Verenigd Koninkrijk, Frankrijk en Rusland) aan de ene kant en het Ottomaanse Rijk aan de andere kant. Het verdrag was het resultaat van het Congres van Constantinopel, dat in februari 1832 begon.
Aanleiding tot het verdrag was onder andere de weigering van Leopold, intussen koning der Belgen, om de Griekse troon aan te nemen. Door deze weigering en de julirevolutie in Frankrijk werd een definitieve beslissing omtrent de Griekse landsgrenzen uitgesteld totdat er een nieuwe regering kwam in het Verenigd Koninkrijk. Henry John Temple, die minister werd van Buitenlandse Zaken legde de grens vast op de lijn Arta-Volos.
Griekenland werd een onafhankelijk koninkrijk op het Congres van Londen op 7 mei 1832, met de Arta-Voloslijn als noordelijke grens. Het Ottomaanse Rijk kreeg een schadevergoeding voor het verloren grondgebied. De grenzen werden nog eens vastgelegd in het Protocol van Londen op 30 augustus 1832. Er kwam een officieel einde aan de Griekse Onafhankelijkheidsoorlog; Griekenland was nu een moderne, onafhankelijke staat.